# Lahaul és Szpiti kerület

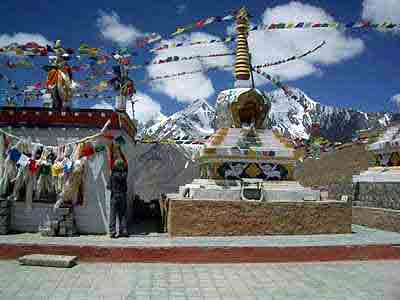
A Kunzum hágó Lahaul és Szpiti között

Lahaul és Szpiti kerület India Himácsal Prades államában van, és két jól elkülöníthető kerületből áll, Lahaulból és Szpitiből, amik korábban önállóak voltak. A jelenlegi adminisztratív központ Keylong Lahaulban. Mielőtt a két területet összevonták, Kardang volt Lahaul fővárosa, és Dhankar Gompa pedig Szpiti fővárosa.
A Kunzum la (Kunzum átjáró) (magassága: 4551 m) jelenti az átjárót a Szpiti völgy és Lahaul között. 21 km-re van Chandra Taltól. A kerület összeköttetésben áll Manalival (Himácsal Prades állam) a Rohtang átjárón keresztül. Déli irányban Szpiti 24 km-re végződik Tabótól. 
A két völgy teljesen különböző. Lahaul viszonylag zöld a növényektől, Szpiti kietlen és nehezen járható, átlagos tengerszint feletti magassága 4270 m. Meredek lejtők közé van zárva, amik között folyik a Szpiti folyó. 
A harmadik legritkábban lakott indiai kerület a 640-ből.

## Története
A legendák szerint néhány monostort Lahaulban személyesen Padmaszambhava, az indiai szerzetes alapított a 8. században. A buddhizmus az ő ténykedésével érkezett Lahaulba és Szpitibe. A 10. századra Lahaul, Szpiti és Zanszkár a hatalmas nyugat-tibeti Guge királyságba csatlakozott. Miután a 18. században Ladak királyait legyőzte a Mongol-Tibeti hadsereg, a területet felosztották a különböző rádzsák között, majd a 19. században a britek fennhatósága alá került. Szoros kapcsolatokat tartott fenn Tibettel, annak 1949-es elfoglalásáig a kínai hadsereg által.
Szpiti kulturális és vallási újjáéledése a száműzetésben élő tibeti kormány támogatásának köszönhető, aminek székhelye Dharamszalában van. Lahaul és Szpiti buddhista templomait helyreállították. A turizmusból befolyó bevételt és a vízierőművek áramtermelésének jövedelmét az életkörülmények javítására fordítják.

## Időjárás
Időjárása markánsan különbözik Himácsal Prades  állam egyéb területeinek időjárásától. A 3000 méter feletti magasság és a csekély csapadékmennyiség miatt a hőmérséklet még nyáron is ritkán emelkedik +15°C fölé, télen pedig könnyen eléri a -30°C-t. Előnyös viszont, hogy amikor az állam egyéb területein a monszun áradásokat okoz, itt napos marad az idő. A hegyi utak csak július és október között járhatók, egyéb időszakban a területet a hó elzárja a külvilágtól. Szpitiben az éves csapadékmennyiség mindössze 170 mm.

## Növény- és állatvilág

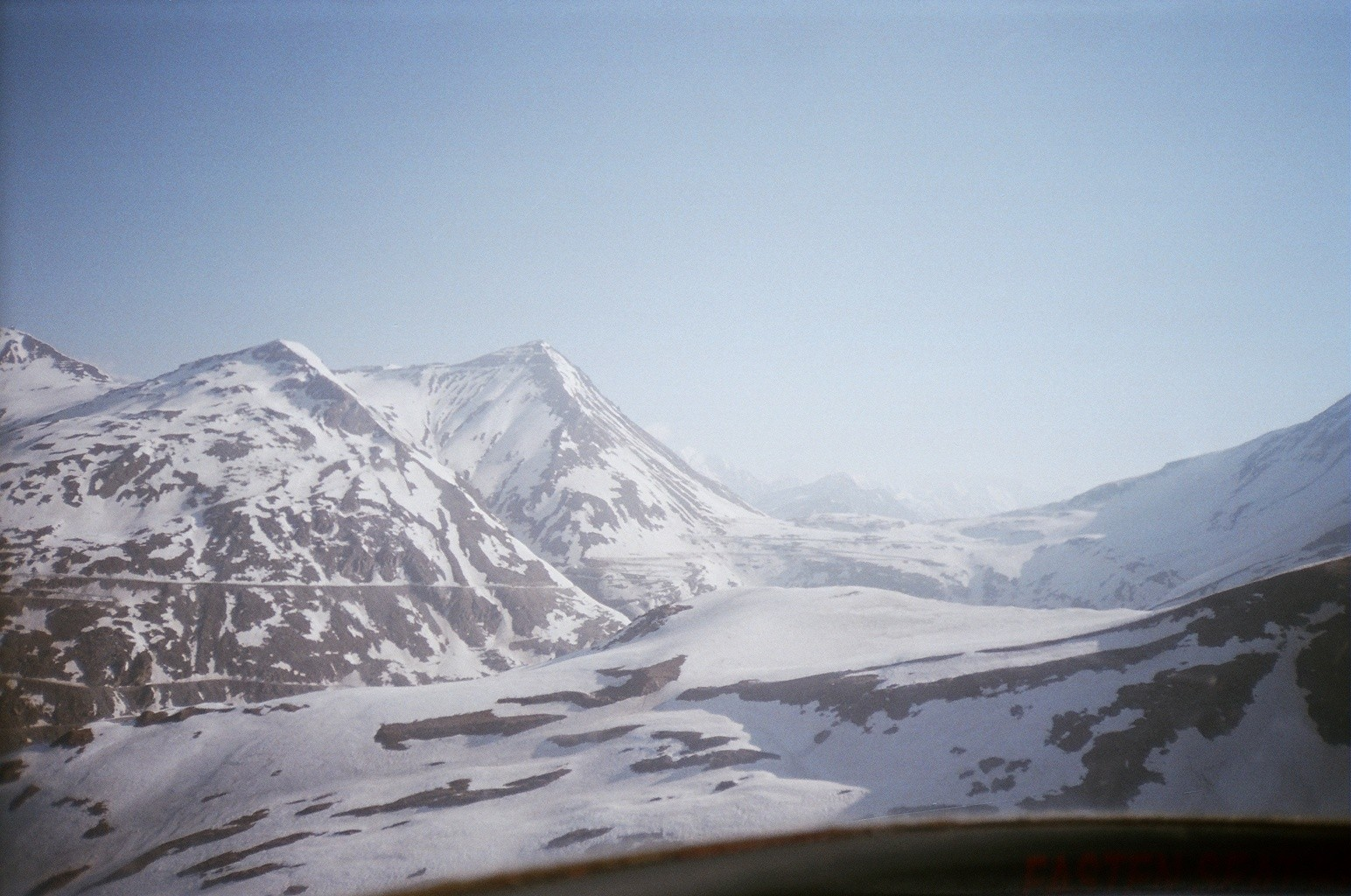
A Lahaul völgy télen

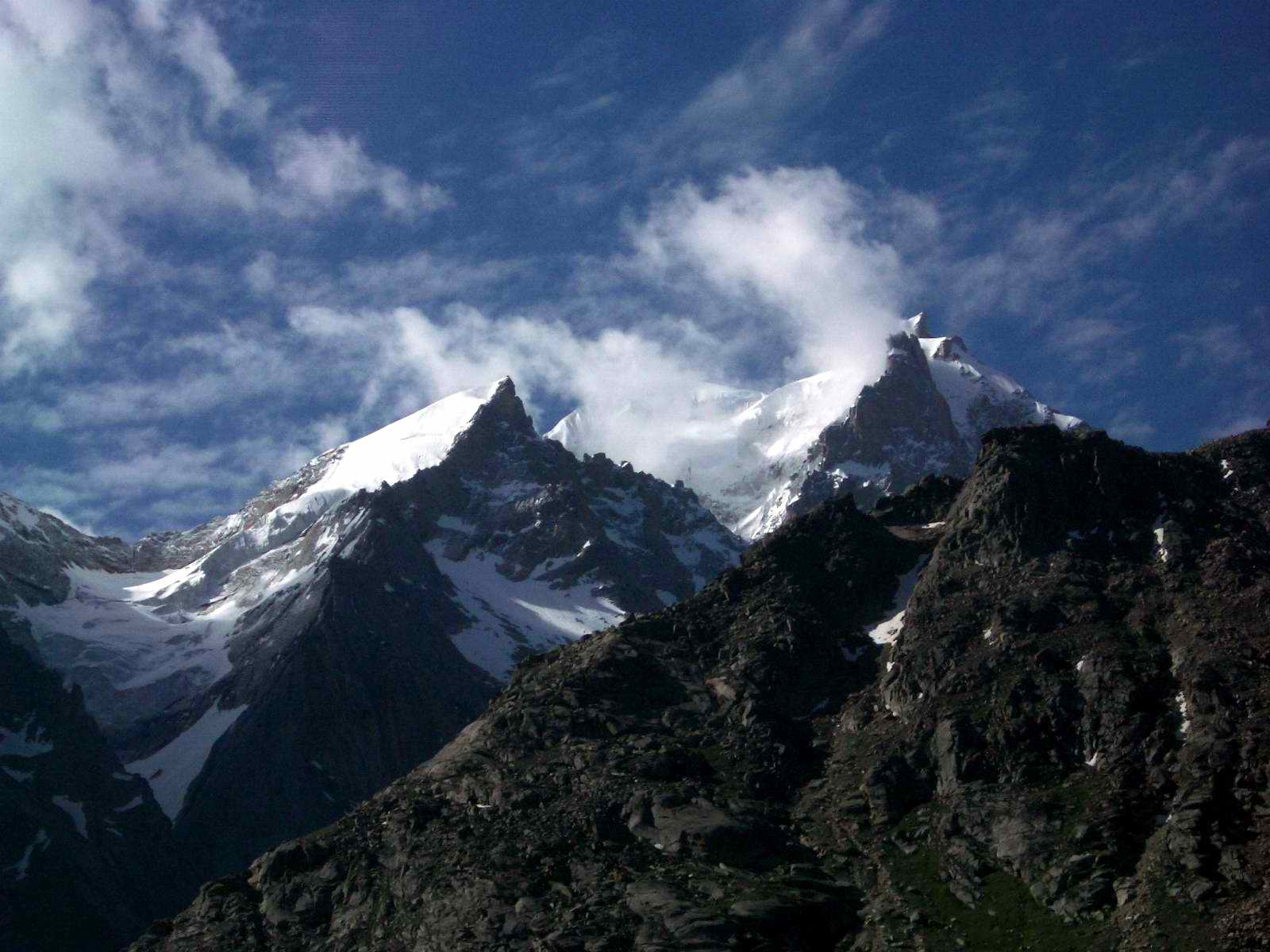
Hegycsúcs Lahaul és Szpiti kerület területén

A rideg időjárásban csak néhány fűcsomó és bokor marad meg, még 4000 méter alatt is. A gleccserhatár rendszerint 5000 méteren húzódik.
A sík területeken jak és dzo példányok legelnek (a dzo jak és szarvasmarha keresztezéséből jön létre). A túlvadászás megritkította a vadállományt, így a tibeti antilop, az argali, a kiang, a pézsmaszarvas és a hópárduc a kihalás szélére kerültek. A Lahaul völgyben kőszáli kecske, barna medve, róka és hóleopárd is látható a téli évszakban.

## Emberek

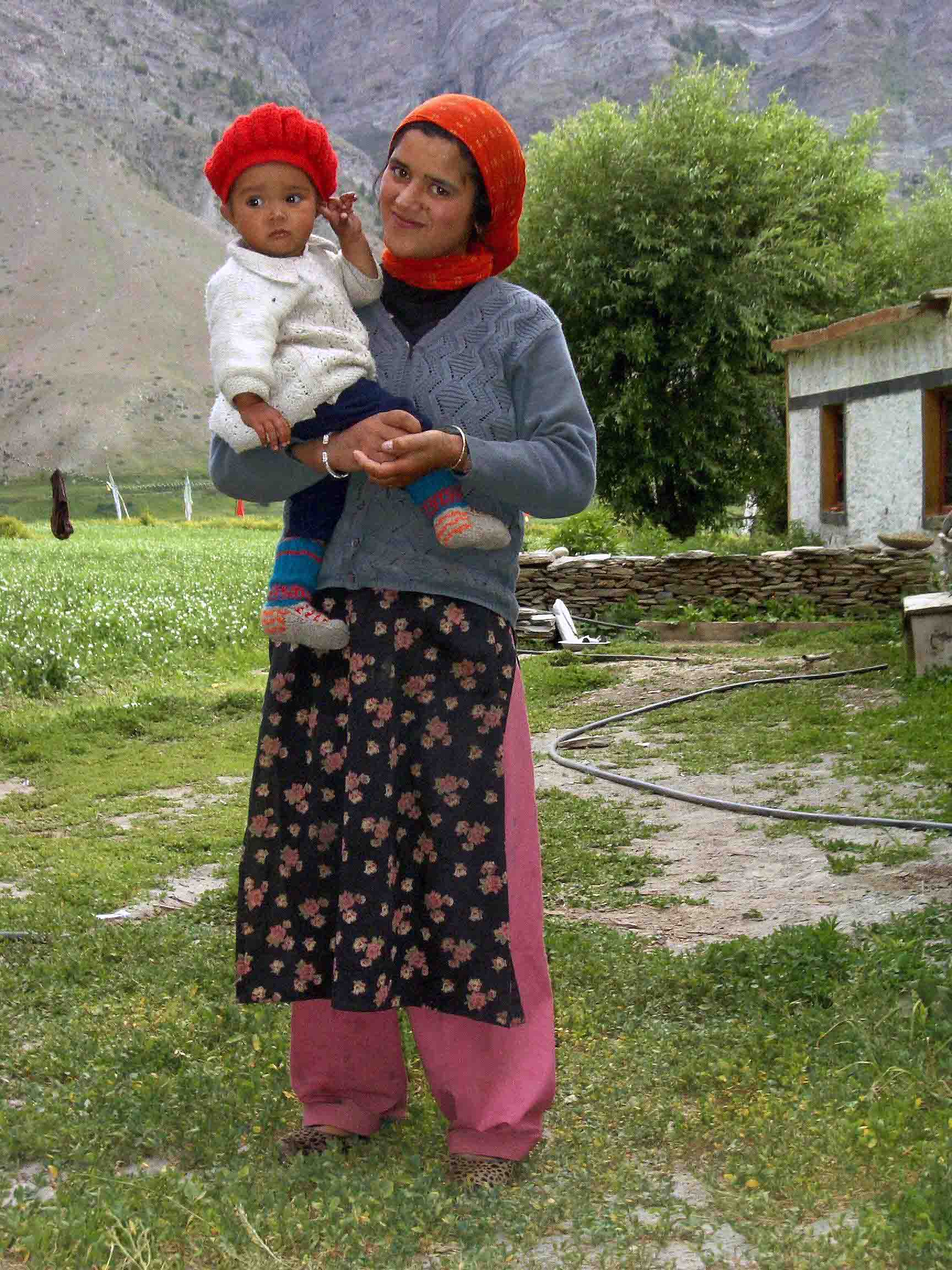
Anya gyermekével a Gandhola monostor közelében (2004)

Lahaul és Szpiti nyelve, kultúrája, lakossága közeli rokonságban van egymással. A Lahaulban élők tibeti és indo-árja felmenőkkel rendelkeznek, a szpitiek nagyban hasonlítanak a tibetiekre (közelebb is élnek Tibethez). A lahauliak körében gyakori a világos bőr és a mogyoróbarna szemszín.
A lahauli és a szpiti bhutia nyelv a tibeti nyelvcsaládhoz tartozik. A nagycsalád feje általában a legidősebb férfi (a junda), akinek a felesége a jundamo. A társadalom klánokból áll.
A szpiti bhutia öröklési rendszere különbözik a többi tibeti kultúrától annyiban, hogy mindkét szülő halála után egyedül a legidősebb fiú örökli a család tulajdonait, míg a legidősebb lány az anyja ékszereit. A fiatalabbak semmit sem örökölnek.

### Életstílus
Az életstílus Lahaulban és Szpitiben hasonló. A házasságra jellemző volt a többférjűség, ami mára megszűnőben van, de néhány helyen még megmaradt. A válás egyszerű ceremónia, ami a közösség öregjei előtt zajlik le. A válást bármelyik fél kezdeményezheti. A férjnek kárpótlást kell fizetnie az elvált asszonyának, ha az nem tud férjhez menni.
A megélhetést főként a mezőgazdaság biztosítja, többnyire burgonyát termesztenek. Jellemző az állattenyésztés is, amiből következik a szövés és fonás, illetve minden, ami ebből készíthető.
A házak tibeti stílusban épülnek, amiben fő szempont a stabilitás, mivel a terület földrengésveszélyes.

## Vallás

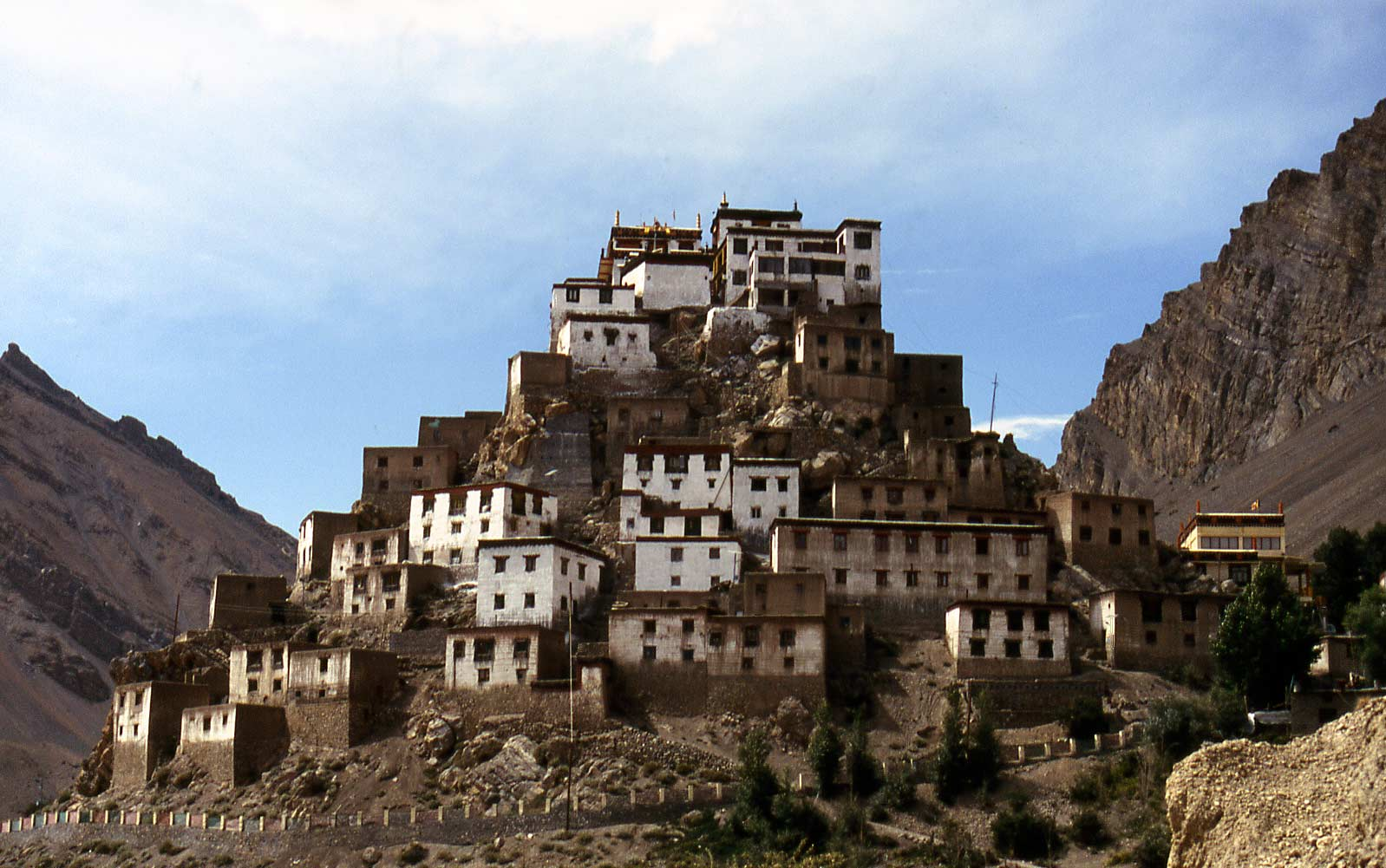
Ki-Gompa Szpitiben

A legtöbb lahauli a hinduizmus és a tibeti buddhizmus keverékéből kialakult vallásban hisz, amit Drukpa Kagyu rendek neveznek, míg a szpitiek a tibeti buddhizmust követik, a Gelugpa rendet. Lahoulban található a Triloknath templom, ahová zarándokok érkeznek, hogy istenük különböző megtestesüléseit imádják. Különösen Siva és Avalokiteshvara népszerű. Udaipurban puritán templom van. 
A tibeti buddhizmus és a hinduizmus térhódítása előtt az emberek a Lung Pe Chhoi nevű vallást követték, ami egy animisztikus vallás, a bon valláshoz hasonlóan (ami Tibet vallása). A vallás gyakorlása során állati és emberi áldozatokat mutattak be Iha számára, aki a gonosz lelkeket testesítette meg. Ennek a vallásnak a maradványai a lámák viselkedésében még ma is fellelhetők.
A „Loszár” tibeti újév únnepet december és február közötti időpontban tartják, amit a Dalai Láma határoz meg. Az ünnep kezdetén minden házból két-három személy tömjént égető füstölőket hoz magával. Az égő rudakból örömtüzet raknak. Az emberek Siszkar Apához, a gazdagság istennőjéhez imádkoznak (másik neve Vaszudhara).

## Turizmus
A vidék természetes, vad szépsége és a buddhista templomok sok látogatót vonzanak. Ghuenben látható az egyetlen ismert buddhista múmia, aminek korát 350 évre becsülik.
A szpiti területen található a Tabo monostor (Kazától 45 km-re). Akkor vált ismertebbé, amikor 1996-ban ezeréves fennállását ünnepelték. Buddhista szent iratokat, szobrokat őriznek itt. Közelében modern vendégház található.
Egy másik ismert gompa a Kardang monostor, ami 3500 m magasságban van, a folyó túloldalán, légvonalban 8 km-re Keylongtól. Kardang közúton jól megközelíthető a Tandi-hídon át, ami 14 km-re van Keylongtól. Kardangot a 12. században építették, könyvtára nagy buddhista anyaggal rendelkezik, amik között Kangyur és Tangyur írások is vannak.
A szeszélyes időjárás miatt csak június és október között érdemes útra kelni, amikor az utakat nem zárja el a hó és a magashegyi átjárók is járhatók. Szpiti Kinnaur felől is megközelíthető (elvileg egész évben), de itt számolni kell földcsuszamlásokkal vagy lavinákkal is.
Ökoturizmus
Szpitiben több faluban szervezett lehetőség van rá, hogy az utazók a környezetet kímélő ökoturizmust gyakorolják. Ez nagyobb betekintést enged a bennszülöttek mindennapi életébe, mivel a turisták magánházakban laknak és a helyiek által készített ételeket fogyasztják. A turizmusból származó jövedelem egy része a vendéglátókat illeti, a többi részét közösségi célokra fordítják. Elszántabb turistáknak lehetősége van rá, hogy nagyobb volumenű önkéntes munkában is részt vegyenek, amik a környezet megóvását célozzák, ilyen például üvegház építése vagy napkollektorok létesítése.

## Fordítás
Ez a szócikk részben vagy egészben  a   Lahaul and Spiti district című angol Wikipédia-szócikk fordításán alapul.  Az eredeti cikk szerkesztőit annak laptörténete sorolja fel. Ez a jelzés csupán a megfogalmazás eredetét és a szerzői jogokat jelzi, nem szolgál a cikkben szereplő információk forrásmegjelöléseként.